# 볼티모어 오리올스
볼티모어 오리올스(영어: Baltimore Orioles)는 미국 메릴랜드주 볼티모어를 연고지로 하는 프로 야구팀이다. 메이저 리그 아메리칸 리그 동부 지구 소속이다.
팀 이름의 유래는 꾀꼬리가 메릴랜드주의 상징새인 이유로 이름이 붙은 것이다. 현재 구단주로는 피터 안젤로스가 있으나, 칼 립켄 주니어가 이끄는 투자단에게 구단을 매각하라는 압력이 갈수록 거세지고 있는데, 그 이유는 피터 안젤로스의 무능함이 지적되고 있다. 감독으로는 브랜든 하이드, 단장으로는 앤디 맥파일이 있다.
1970년대에 전성기를 구가했던 오리올스는 현재 아메리칸 리그 동부지구에서 양키스와 레드삭스에 밀려 최근 하위권을 지키고 있다. 리그에서 수준이 중간을 못하거나 겨우 하는 팀이더라도 꼴지를 면할 수 있는 바닥과 같은 역할.
한편, 최동원 (1977년 12월) 박동희 (1986년 12월) 두 한국인 투수 스카우트설이 있었으나 병역문제 미해결로 좌절됐다.

## 구단 역사
1901년 밀워키 브루어스로 창단하였다. 현재의 브루어스와는 관계가 없다. 1902년 세인트루이스 브라운즈가 되었고 1944년에 첫 리그 우승을 했으며 월드시리즈에서 세인트루이스 카디널스와의 대결에서 패했다.
1954년에 볼티모어로 이전했으며, 메릴랜드의 주를 상징하는 새인 꾀꼬리를 팀의 닉네임으로 했다. 1966년에 레즈에서 이적한 프랭크 로빈슨이 3관왕이 되었으며 팀도 다저스를 3연승으로 무너뜨려 첫 월드시리즈 우승을 차지했다. 로빈슨의 백넘버 20번은 1971년에 영구 결번이 되었다.
1969년부터는 명장 얼 위버의 지도하에 짐 파머 등의 강력투수진과 철벽수비로 리그 3연패하여 황금기를 맞이했다. 1983년 에디 머레이, 칼 립켄을 주축으로 1970년에 이어 3번째 월드시리즈 우승을 차지했다. 1997년 지구우승을 마지막으로 침체기에 들어가 있다.
현재는 스몰마켓으로 운영되고있으며 템파베이 레이스, 밀워키 브루어스, 오클랜드 에슬레틱스와 달리 스몰마켓 중 가장 성적이 좋지 못한 팀으로 평가되고있다. 크리스 데이비스에게 팀 통산 최다연봉이라는 엄청난 돈을 투자했으나 계약 후 성적이 급격하게 떨어지고 부상에도 시달리며 팀은 더 침체되었다. 심지어 2020년 팀 총 연봉이 70M이었으나 올해 절반인 35M까지 줄이며 팬들의 분노를 사고 있다. 팀이 부활하지 않는 이상 이 팀의 침체는 적어도 2030년까지는 이어질 것으로 보고 있다.

## 팀 약력
- 밀워키 브루어스 (1901년)
- 세인트 루이스 브라운스 (1902년-1953년)
- 볼티모어 오리올스 (1954년-현재)

## 역대 한국인 선수
(오리올스 시절 등번호, 포지션, 오리올스에서 소속이던 시즌)
- 최지만 - 내야수, 2015년 (마이너리그 FA로 계약한 며칠 만에 룰5 드래프트로 LA 에인절스로 이적)
- 윤석민 - 18번, 투수, 2014년 (트리플 A 노포크 타이즈에서 활약했다.)
- 강경덕 - 32번, 외야수, 2013년~2014년 (더블 A 보위 베이삭스에서 활약했다.)
- 윤정현 - 49번, 투수, 2013년~2016년 (루키리그 및 쇼트시즌 A에서 활약했다.)
- 김현수 - 25번, 외야수, 2016년~2017년

## 마이너 리그 팀
- 노폭 타이즈 (트리플 A 인터내셔널 리그)
- 보위 베이삭스 (더블 A 이스턴 리그)
- 프레더릭 키스 (하이 A 캐롤라이나 리그)
- 델마바 쇼어버즈 (로우 A 남 애틀란타 리그)
- 애버딘 아이언버즈 (쇼트 시즌A 뉴욕 펜 리그)
- GCL 오리올스 (루키 걸프 코스트 리그)
- DSL 오리올스 (루키 도미니칸 써머 리그)

## 영구 결번
- #4 얼 위버
- #5 브룩스 로빈슨
- #8 칼 립켄 주니어
- #20 프랭크 로빈슨
- #22 짐 파머
- #42 재키 로빈슨

## 역대 주요 선수
| - 도미니카 공화국 센디 레알 - 미국 조조 레예스 - 미국 로빈 로버츠 - 멕시코 로드리고 로페스 - 도미니카 공화국 레다메스 리즈 - 미국 마이크 무시나 - 미국 캄 미콜리오 - 미국 릭 바워 - 도미니카 공화국 데니 바티스타 - 네덜란드 릭 반덴허크 - 멕시코 페르난도 발렌수엘라 - 미국 브라이언 배스 - 캐나다 에리크 베다르 - 미국 케빈 브라운 - 미국 조지 셰릴 - 미국 조 손더스 - 미국 리 스미스 - 도미니카 공화국 페드로 스트롭 - 미국 조쉬 스틴슨 - 미국 커트 실링 - 도미니카 공화국 에스테반 얀 - 도미니카 공화국 하이로 어센시오 - 미국 개릿 올슨 - 일본 와다 쓰요시 - 일본 우에하라 고지 - 미국 대나 이브랜드 - 캐나다 마이크 존슨 - 미국 코니 존슨 - 베네수엘라 다윈 쿠비얀 - 미국 브라이언 팔켄보그 - 미국 스콧 펠드먼 - 미국 마이크 플래너건 - 미국 잭 필립스 - 미국 토미 헌터 - 도미니카 공화국 우발도 히메네즈 - 미국 대런 오데이 (현재) - 대만 천웨이인 (현재) - 미국 맷 위터스(현재) | - 베네수엘라 아지 기옌 - 미국 마크 레이놀즈 - 미국 브룩스 로빈슨 - 미국 데릭 리 - 미국 칼 립켄 주니어 - 미국 대니 발렌시아 - 미국 조쉬 벨 - 푸에르토리코 알렉스 신트론 - 베네수엘라 루이스 아파리시오 - 푸에르토리코 로베르토 알로마 - 미국 개릿 앳킨스 - 도미니카 공화국 야마이코 나바로 - 미국 론 워싱턴 - 미국 데이비 존슨 - 미국 저스틴 터너 - 도미니카 공화국 미겔 테하다 - 미국 스티브 톨레슨 - 쿠바 라파엘 팔메이로 - 베네수엘라 루이스 히메네스 - 미국 크리스 데이비스 (현재) - 미국 매니 마차도 - 미국 제임스 제리 하디 (현재) - 멕시코 카림 가르시아 - 대한민국 강경덕 - 도미니카 공화국 블라디미르 게레로 - 미국 프랭크 로빈슨 - 도미니카 공화국 새미 소사 - 미국 루크 스캇 - 미국 레지 잭슨 - 도미니카 공화국 넬슨 크루즈 - 도미니카 공화국 헤수스 타바레스 - 미국 짐 토미 - 미국 제이슨 프리디 - 도미니카 공화국 펠릭스 피에 - 미국 훌리오 보본 - 미국 애덤 존스 - 미국 스티브 피어스 - 대한민국 김현수 |

## 2021년 40명 로스터
| 감독     | 브랜든 하이드 |
| 코치     | 정보 입력 |
| 투수     | 32 M.하비 • 35 플럿코 • 45 에이킨 • 47 민스 • 48 로페즈 • 50 짐머맨 • 51 프라이 • 52 A.웰스 • 54 술세르 • 55 테이트 • 56 H.하비 • 57 바우만 • 59 로더 • 60 맷슨 • 62 발데즈 • 64 크래머 • 66 스캇 • 68 T.웰스 • 70 라킨스 Sr. • 71 그린 • 73 어셀먼 • 80 왓킨스 • 81 앤더슨 • - 하트맨 |
| 포수     | 28 세베리노 • 61 윈스 |
| 내야수   | 1 마틴 • 3 프랑코 • 11 발라이카 • 16 만시니 • 19 데이비스 • 29 우리아스 • 39 배넌 • 41 네빈 • 75 레이바 • 78 존스 • 82 구티에레즈 |
| 외야수   | 6 마운트캐슬 • 21 헤이즈 • 23 디아즈 • 24 스튜어트 • 25 샌탠더 • 31 멀린스 • 65 맥케나 |
| 시즌아웃 | 19 데이비스 • 70 라킨스 Sr. |

## 오프시즌 주요선수이동
```
2021년 이동
```

IN- 프레디 갈비스(SS), 트레이 만시니(OF,1B), 맷 하비(SP,마이너계약)
OUT- 호세 이글레이시아스(SS,LAA 계약), 알렉스 콥(SP,LAA 계약), 핸저 알베르토(2B, KC와 계약), 애셔 워저하우스키(SP, NYY와 마이너계약), 레나토 누네즈(3B, DET와 계약)

## 올스타 선출 선수
(2021) 세드릭 멀린스(OF), 트레이 만시니(OF,1B)
(2022)